# -312604806-
『-312604806-』は、ROUAGEの、事実上1枚目となるベストアルバム。1998年6月29日にマーキュリー・ミュージックエンタテインメント（現・ユニバーサルミュージック）よりリリースされた。

## 概要
- タイトルの由来は「312＝ROUAGEが結成された年と月（93年12月）」、「604＝ROUAGEがメジャーデビューを果たした年と月（96年4月）」、「806＝本作がリリースされた年と月（98年6月）」から。
- インディーズ時代に発売されたシングル・アルバムから11曲を選曲し、それらをリミックス・リマスタリングを施し収録。
- 歌詞カードには、曲名・歌詞が、楽曲ごとに異なるフォントで掲載されている。
- 10万枚限定生産。カラークリアケース仕様。ブックレットの裏にはシリアルナンバーが刻印されている。
- 「erasure」、「ark」の作曲者がバンド名義になっているが、実際は前メンバーのKAIKIによるものである。

## 収録曲
1曲目のインストを除き、作詞は全てKAZUSHIが担当。

1. シ・ク・マ・レ・タ・ト・キ
作曲：TAKAYUKI SASAKI
2. Creation -審判-
作曲：RAYZI
3. Function
作曲：RIKA
4. 発情期
作曲：SHONO
5. hide and seek
作曲：SHONO
6. erasure
作曲：ROUAGE
95年1月7日に、大阪ウォーホールにて配布されたシングル。
7. Cry for the moon
作曲：KAZUSHI
8. めざめのうたげ
作曲：RAYZI
9. ark
作曲：ROUAGE
10. Pa･ra･no･i･a
作曲：RIKA
11. 理想郷
作曲：RIKA

## 参考
1. ↑  “ROUAGE-312604806-”.   オリコン. 2024年2月18日閲覧。